# Caspicosa manytchensis
Espèce
Caspicosa manytchensis est une espèce d'araignées aranéomorphes de la famille des Lycosidae.

## Distribution
Cette espèce est endémique de Russie. Elle se rencontre dans l'oblast de Rostov et le kraï de Stavropol.

## Description
Le mâle holotype mesure 5,7 mm et les femelles de 6,0 à 8,0 mm.

## Étymologie
Son nom d'espèce, composé de manytch[a] et du suffixe latin -ensis, « qui vit dans, qui habite », lui a été donné en référence au lieu de sa découverte, Manytcha.

## Publication originale
- Ponomarev, 2007 : New taxa of spiders (Aranei) from the south of Russia and western Kazakhstan. Caucasian Entomological Bulletin, vol. 3, no 2, p. 87-95.